# Bijela kadulja
Bijela kadulja (dimljena kadulja; lat. Salvia apiana), biljka je iz porodice Lamiaceae. Vrsta je kadulje, zimzelena trajnica čija je rasprostranjenost ograničena na jug američke države Kalifornije i poluotok Kalifornija. U Americi je poznata pod imenom “bijela kadulja”, odnosno “white sage”. Biljka koja zahtijeva dobro drenirano suho tlo, puno sunca i malo vode. Biljka raste na suhim padinama u obalnom grmlju kadulje, chaparralu i šumama žutog bora na nadmorskoj visini manjoj od 1500 metara (4900 stopa).

## Opis
Bijela, pčelinja ili sveta kadulja (kako je još nazivaju) temeljna je vrsta staništa obalnog grmlja kadulje u južnoj Kaliforniji i Donjoj Kaliforniji. Bijela kadulja je mirisna, sa srebrnobijelim listovima i grozdovima bijelih cvjetova s lavandnim prugama. Mlado lišće počinje biti zeleno i postaje bijelo kako stari.
Bijela kadulja duboko je ukorijenjena u kulture i način života autohtonih zajednica, kao što su Chumashi, južne Kalifornije i sjeverne Baje, jedine regije u kojoj se ova kadulja prirodno pojavljuje na svijetu.
Također je važan izvor hrane za pčele, leptire, ptice i druge divlje životinje. Veće pčele, osobito Xylocopa, dominantni su oprašivači bijele kadulje.
Populacije divlje bijele kadulje trenutno su pod intenzivnom prijetnjom razvoja, ilegalnog branja, klimatskih promjena, suše i šumskih požara.

## Sinonimi
- Audibertia polystachya Benth.; Lab. Gen. et Sp. 314 (1833)
- Audibertiella polystachya (Benth.) Briq.; Bull. Herb. Boissier 2: 73 (1894)
- Ramona polystachya (Benth.) Greene; Pittonia 2: 235 (1892)
- Salvia californica Jeps.; Fl. W. Calif.: 460 (1901), nom. illeg.